# Netelia atra
Netelia atra là một loài tò vò trong họ Ichneumonidae.